# Stenocercus ornatissimus
Espèce
Synonymes
- Saccodeira ornatissima Girard, 1858

Statut de conservation UICN

 NT  : Quasi menacé
Stenocercus ornatissimus est une espèce de sauriens de la famille des Tropiduridae.

## Répartition
Cette espèce est endémique de la région de Lima au Pérou. On la trouve dans les Andes centrales entre 1 000 et 3 400 d'altitude.

## Publication originale
- Girard, 1858 "1857" : Descriptions of some new Reptiles, collected by the US. Exploring Expedition under the command of Capt. Charles Wilkes, U.S.N. Fourth Part. Proceedings of the Academy of Natural Sciences of Philadelphia, vol. 9, p. 195-199 (texte intégral).